# Horizon in Your Eyes
Horizon in Your Eyes è un singolo del musicista italiano Dardust, pubblicato il 6 maggio 2022 come unico estratto dal sesto EP 003 Horizons.

## Descrizione
Traccia d'apertura del disco, si tratta di un brano prettamente elettronico ed è stato presentato dal vivo dal musicista in occasione della sua partecipazione all'Eurovision Song Contest 2022 in qualità di ospite, all'interno di un medley di classici della musica elettronica.
Il brano è stato in seguito incluso nella lista tracce del quinto album Duality, uscito nello stesso anno.

## Video musicale
Il 10 maggio 2022 è stato reso disponibile sul canale YouTube di Dardust il visual video del brano, realizzato da Lettergram e Paolo Grimaldi.

## Tracce
Testi e musiche di Dario Faini.
1. Horizon in Your Eyes – 3:54

## Formazione
Hanno partecipato alle registrazioni, secondo le note di copertina di Duality:
Musicisti
- Dario Faini – voce, elettronica, sintetizzatore, programmazione, dubbing
- Enrico Gabrielli – flauto traverso, sassofono, clarinetto basso
- Astrality – dubbing aggiuntivo
- Chiara Khilibe Codetta – taiko
- Tobia Galimberti – taiko
- Giorgio De Lauri – FX

Produzione
- Dardust – produzione
- Taketo Gohara – supervisione artistica
- Niccolò Fornabaio – registrazione
- Antonio Polidoro – assistenza tecnica
- Vanni Casagrande – assistenza alla programmazione e al dubbing
- Irko – missaggio, mastering